# Ismaël Gace
Ismaël Gace (n. 19 septembrie 1986, Saint-Germain-en-Laye, Franța) este un fotbalist aflat sub contract cu OGC Nice.